# 広州交易会
広州交易会（こうしゅうこうえきかい）とは、中華人民共和国の広州で毎年春（4月）と秋（10月）の2回開催される貿易展示会。正式名称は中国輸出入商品交易会（中国語: 中国进出口商品交易会）、略称広交会（广交会）。第1回は1957年春に開催された。現在では、1回につき6日間催される。
当初は中国対外貿易部傘下の専業貿易公司が取り扱い商品を展示し、輸出商談を行うと同時に、計画経済下で必要となる輸入物資の商談も行われた。その当時の開催期間は1ヶ月にも及んだ。
1990年代に中国の対外開放政策が進むと、中国国内の大手メーカーは独自に貿易権を取得し、自社製品を出展するようになった。また、開催期間も3週間から徐々に10日間と短くなった。
中国の貿易権は誰でも申請すれば得られるようになり、近年では中国国内メーカーの出展も約半分を占めるようになっている。
毎年、広州交易会の開催時期になると、広州発着の交通は満席となる便が続出し、広州のホテルも満室となる。ホテル料金が平常の3倍程度になることも珍しくなく、近隣の仏山や東莞でもホテル予約が難しくなるので注意が必要である。